# Акамару
Акамару (фр. Akamaru) — третий по площади остров в архипелаге Гамбье (Французская Полинезия). Расположен в 7 км к юго-востоку от острова Мангарева.

## География
Остров очень скалист. Площадь составляет около 2,1 км². Высшая точка — 246 м. Примерно в 100 м от Акамару расположен небольшой островок Мекиро.

## История
Акамару был открыт в 1797 году англичанином Джеймсом Уилсоном. В 1834 году на острове высадился первый католический миссионер, а в 1841 году была построена первая церковь.

## Население
В 2002 году на Акамару проживало всего 11 человек. Время от времени его посещают жители Мангарева, чтобы собрать плоды цитрусовых деревьев. Главное поселение — деревня Токани.

## Административное деление
Административно входит в состав коммуны Гамбье.